# Georg Lind (Psychologe)
Georg Lind (* 24. Juni 1947 in Gleisweiler; † 30. November 2021) war ein deutscher Psychologe und Außerplanmäßiger Professor an der Universität Konstanz, wo er zuletzt als akademischer Mitarbeiter tätig war. Bekannt sind seine Beiträge zur Moralentwicklung im Anschluss an Lawrence Kohlberg und die Dilemma-Methode Konstanzer Methode der Dilemma-Diskussion (KMDD).

## Leben
Nach eigenen Angaben machte Lind 1966 zunächst einen Abschluss an der Southmoreland High School, Pennsylvania, USA. Nach dem Abitur am naturwissenschaftlichen Gymnasium Weierhof 1967 studierte er Psychologie in Mannheim, Braunschweig und Heidelberg. Den Abschluss zum Diplompsychologen legte Lind 1973 an der Universität Heidelberg ab, die Promotion (Dissertation: "Inhalt und Struktur des moralischen Urteils. Theoretische, methodologische und empirische Untersuchungen zur Urteils- und Demokratiekompetenz bei Studierenden") in Sozialwissenschaften 1984 in Konstanz erfolgte nach einer Tätigkeit im Sonderforschungsbereich 23 „Bildungsforschung“. 1992 wurde er an der katholischen Universität Eichstätt habilitiert (Buchveröffentlichung: Ist Moral lehrbar? Ergebnisse der modernen moralpsychologischen Forschung). Seine Lehrtätigkeit nahm er 1993 in Konstanz auf, wo er 1999 zum außerplanmäßigen Professor ernannt wurde. Diese Stelle hatte er bis 2010 inne.
Lehraufträge nahm er an der Humboldt-Universität zu Berlin, an der University of Illinois in Chicago und an der Universität Monterrey in Mexiko wahr.
Zudem war er Gutachter der Hans-Böckler-Stiftung (bis 2010), Mitglied der Ethik-Kommission der Universität Konstanz (2004–2008) und des Großen Senats der Universität Konstanz sowie ab 1989 auch der American Educational Research Association (AERA).
Seine Tätigkeiten als wissenschaftlicher Berater und -Trainer zur KMDD (siehe Abschnitt Dilemma-Methode) setzte er auch nach seiner Professur (ab 2010) fort – unter anderem in Sachsen, Berlin, Bogotá, Monterrey und Konstanz.
Lind starb 2021 im Alter von 74 Jahren. Er war verheiratet, lebte in Konstanz und hatte drei Kinder.

## Dilemma-Methode
Mit der Konstanzer Dilemma-Methode folgte er der Definition von moralischer Urteilsfähigkeit von Lawrence Kohlberg und entwickelte über die Konfrontation mit Dilemmasituationen ein Verfahren zur Förderung dieser Fähigkeit, die Konstanzer Methode der Dilemma-Diskussion (KMDD). Deren Wirkung kann u. a. mit dem von ihm entwickelten Moralisches Urteil-Test (MUT) nachgewiesen werden. Er folgte darin Anregungen von Jürgen Habermas, John Dewey und des Konstruktivismus. Lind strebte damit auch eine Verbesserung der Demokratieerziehung durch Förderung der moralischen Diskursfähigkeit in der Schule an.
Es gibt Anwendungen der KMDD in Schulen, Hochschulen, im Justizvollzug und in der Sozialarbeit sowie in anderen Ländern wie Polen, Kolumbien, Brasilien, Chile und Mexiko. Die Bundeswehr erteilte ihm 2007 den Auftrag, ihre Ausbilder (Offiziere, Truppenpsychologen und Militärgeistliche) zu KMDD-Lehrern fortzubilden. Dieses Projekt wurde jedoch später abgebrochen und blieb unvollendet. Er bot Fortbildung und Zertifizierung zum KMDD-Lehrer auch für Lehrkräfte, Dozenten und Professoren in Schulen, Hochschulen, Erwachsenenbildung und beruflicher Bildung an.

## Schriften
- Inhalt und Struktur des moralischen Urteilens: theoret., methodolog. u. empir. Untersuchungen zur Urteils- und Demokratiekompetenz bei Studierenden. Konstanz 1984.
- mit Jürgen Raschert (Hrsg.): Moralische Urteilsfähigkeit. Eine Auseinandersetzung mit Lawrence Kohlberg über Moral, Erziehung und Demokratie. Beltz Verlag, Weinheim / Basel 1987
- Ist Moral lehrbar. Logos, Berlin 2002, ISBN 3-89722-255-8.
- The meaning and measurement of moral judgment competence revisited - A dual-aspect model. In: D. Fasko, W. Willis (Hrsg.): Contemporary Philosophical and Psychological Perspectives on Moral Development and Education. Hampton Press, Cresskill NJ 2008, S. 185–220.
- Konstanzer Methode der Dilemma-Diskussion als methodischer Beitrag zur Werteerziehung. In: Bayrisches Staatsministerium für Unterricht und Kultus (Hrsg.): Werte machen stark. Praxishandbuch zur Werteerziehung. Brigg Verlag, Augsburg 2008, S. 45–53.
- Teaching students to speak up and to listen to others: Cultivating moral democratic competencies. In: D. E. Lund, P. R. Carr (Hrsg.): Doing democracy and social justice in education: Political literacy for all students. Peter Lang Publishing, New York 2008, S. 319–335.
- Moral ist lehrbar. Wie man moralisch-demokratische Kompetenz fördern und damit Gewalt, Betrug und Macht mindern kann. 3., erweiterte und überarbeitete Auflage. Logos, Berlin 2015, ISBN 978-3-8325-4123-1.
- mit Ewa Nowak: Mis-educative martial law – The fate of free discourse and the moral judgment competence of Polish university students from 1977 to 1983. In: M. Zirk-Sadowski, B. Wojciechowski, M. Golecki (Hrsg.): Between complexity and chaos. Adam Marszalek publisher, Toruń, Poland 2009, S. 129–152.
- mit Kay Hemmerling und Matthias Scharlipp: Die Konstanzer Methode der Dilemma-Diskussion für die Bildungsarbeit mit Risikogruppen. In: K. Mayer, H. Schildknecht (Hrsg.): Handbuch Dissozialität, Delinquenz und Kriminalität—Grundlagen und Methoden der professionellen Arbeit mit Menschen mit abweichendem Verhalten. Schulthess Juristische Medien, Zürich 2009, ISBN 978-3-7255-5728-8.
- Die Förderung moralisch-demokratischer Kompetenzen mit der Konstanzer Methode der Dilemma-Diskussion (KMDD). In: B. Latzko, T. Malti (Hrsg.): Moralentwicklung und -erziehung in Kindheit und Adoleszenz. Juventa-Verlag, München 2010, S. 285–302.
- mit Hans A. Hartmann und Roland Wakenhut (Hrsg.):  Moral judgment and social education. Transaction Publisher, Edison NJ 2010.

## Schriften anderer Autoren zur Zwei-Aspekt-Theorie von Lind
- K. Prehn, I. Wartenburger, K. Mériau, C. Scheibe, O. R. Goodenough, A. Villringer, E. van der Meer, H. R. Heekeren: Influence of individual differences in moral judgment competence on neural correlates of socio-normative judgments. In: Social Cognitive and Affective Neuroscience. 3(1), 2008, S. 33–46.
- Marcia Schillinger: Learning environments and moral development: How university education fosters moral judgment competence in Brazil and two German-speaking countries. Shaker-Verlag, Aachen 2006.